# La Vie (pintura de Pablo Picasso)
La Vida (en francés: La Vie) es una pintura al óleo hecha por Pablo Picasso en 1903. La obra forma parte, si no es que el inicio, del período azul del artista.
La pintura se encuentra en la exposición permanente del  Museo de Arte de Cleveland.

## Descripción e historia
La Vie (La Vida) fue pintada en Barcelona en mayo de 1903. Mide 196.5 x 129.2 cm y retrata a dos pares de personas, una pareja desnuda enfrente de una madre con un bebé en sus brazos. En el fondo de la pintura, aparentemente un estudio, hay dos pinturas dentro de la pintura, la superior mostrando una pareja desnuda agachada y abrazándose, mientras que la inferior muestra a una persona desnuda agachada y solitaria muy similar a Dolor de Vincent Van Gogh…………………..
Francia
La pareja desnuda retrata a Carlos Casagemas, amigo de Picasso en su juventud y a Germaine Pichot, una modelo parisina. Casagemas viajó a París junto a Picasso para visitar la Exposición Universal de París de 1900. Fue allí dónde Casagemas se enamoró de Germaine Pichot. Su impotencia sexual hizo que la relación fracasara. «En aquella época las relaciones eran muy abiertas a nivel sexual para ellos. París suponía un contraste muy grande con lo que habían vivido en Barcelona y les abre unas puertas que habían tenido cerradas», asegura Artur Ramon, autor del libro «Nada es bello sin el azar», publicado por Editorial Elba. Al cabo de tres meses, Picasso intentó alejar a su inseparable amigo de París porque empezaba a tener malas sensaciones, y se lo llevó para Navidad a Málaga. Pero Casagemas estaba tan obsesionado por su modelo que volvería pronto a París.
Profundamente deprimido por el rechazo de Germaine, intentó matarla con una pistola en el parisino Café Hippodrome, hoy Palace Clichy. Tras fallar el tiro se apuntó a la cabeza y disparó, acabando con su vida a la edad de 20 años. Picasso se asombró con la noticia y Picasso, que se obsesionó con ese suicidio hasta el punto de dedicarle varios cuadros en los que recreaba a su amigo muerto o su entierro a la manera de aquel célebre que hizo El Greco para el conde de Orgaz. Artísticamente hablando, hubo un antes y un después en la obra de Picasso, quien a partir de este incidente inició su etapa artística conocida como el período azul. Las obras correspondientes a este periodo se caracterizan por la sombriedad de los tonos y temáticas oscuras como la prostitución y la pobreza.
La obra fue pintada en un tiempo en el que Picasso no tenía éxito financiero. Sin embargo, la pintura fue vendida apenas un mes después de acabada a Jean Saint Gaudens, un marchante de arte francés. La venta fue reportada en el periódico barcelonés Liberal. La pintura fue donada al Museo de Arte de Cleveland, Ohio en 1945 y está en su colección permanente desde entonces. Una radiografía de la pintura hecha en 1978 mostró algunas cosas:
- El hombre desnudo originalmente era un Picasso autoretratándose, aunque después cambió de opinión y colocó el rostro de Casagemas, quizá como una forma de que su amigo estuviera junto a Germaine de una manera que no pudo en vida.

- El cuadro inferior del fondo era de un hombre pájaro que atacaba a una mujer desnuda reclinada.

- Picasso repintó sobre el lienzo de Los últimos momentos de 1899, la cual fue la pintura que presentó en la Exposición Universal de París (1900).[6]